# Лугињано (Тревизо)
Лугињано је насеље у Италији у округу Тревизо, региону Венето.
Према процени из 2011. у насељу је живело 1180 становника. Насеље се налази на надморској висини од 5 м.